# Зіткнення чемпіонів
Зіткнення чемпіонів (англ. Champions showdown) — онлайн-турнір з шахів Фішера на сайті chess24.com. Турнір привернув увагу засобів масової інформації як одне з небагатьох спортивних подій під час пандемії COVID-19.

## Опис
Турнір проводить шаховий клуб Сент-Луїса. На другий день турніру лідерство утримує Левон Аронян. Але наостанок уперед вийшли Магнус Карлсен та Хікару Накамура, які і стали переможцями турніру. Призовий фонд складає 150 000 $.